# 迎驾贡酒
安徽迎驾贡酒股份有限公司（上交所：603198，简称：迎驾贡酒），成立于2003年，总部位于安徽省六安市，是中国上海证券交易所的一家上市公司，公司主要从事白酒的研发、生产和销售。
迎驾品牌源自公元前106年，汉武帝南巡至霍山一带，官民到城西槽坊村附近的水陆码头（今迎驾厂）恭迎圣驾，一美女捧美酒敬献武帝，武帝饮后大悦，“迎驾贡酒”和“迎驾”因此得名。1992年霍山县政府将霍山县佛子岭酒厂与另一家地方国营企业霍山县食品厂联合，组建“霍山县酿酒食品总厂”。1994年霍山县政府决定恢复霍山县佛子岭酒厂。2002年迎驾商标荣获安徽省著名商标。2007年迎驾贡酒被认定为国家地理标志保护产品。2011年安徽迎驾集团有限公司召开创立大会，以整体变更方式设立安徽迎驾集团股份有限公司，并以整体变更方式设立安徽迎驾贡酒股份有限公司。2015年5月28日，迎驾贡酒在上海证券交易所A股主板上市，成为全国第16家、安徽第3家白酒上市公司。
2010年，“迎驾”商标被国家工商行政管理总局认定为“中国驰名商标”。2011年，“迎驾”商标被商务部认定为“中华老字号”。
2020年，公司实现营业收入34.52亿元，同比下滑8.60%；实现净利润9.53亿元，同比增长2.47%。
2021年，公司实现营业收入45.77亿元，同比增长32.58%；实现净利润13.82亿元，同比增长44.96%。